# Agdestis clematidea
Agdestis es un género monotípico de plantas de la familia Phytolaccaceae. Su única especie, Agdestis clematidea, es originaria de 
los neotrópicos.

## Descripción
Es una planta de hábitos de enredaderas, perennes, semileñosas. Hojas alternas. Inflorescencia terminal o panículas axilares, mayormente con  50-100-flores, epigonius (hipógino en todos los otros géneros); sépalos 4(-5); estambres 15-20; carpelos (3-)4, connados (3-)4-locular, eventualmente 1-locular por aborto de septos; estilo 1; estigmas (3-)4. Los frutos son cipselas, turbinadas.

## Taxonomía
Agdestis clematidea fue descrita por Moc. & Sessé ex DC. y publicado en Regni Vegetabilis Systema Naturale 1: 543. 1818[1817].
Sinonimia
- Agdestis teterrima De Not.[2]